# Boylston (MBTA-Station)
Boylston ist der Name einer unterirdischen Light-rail-Station der Massachusetts Bay Transportation Authority (MBTA) in Boston im Bundesstaat Massachusetts der Vereinigten Staaten. Sie bietet an der Kreuzung der Straßen Boylston Street und Tremont Street direkt am Boston Common Zugang zu den Zweigen B, C, D und E der U-Straßenbahn Green Line sowie zur Linie 5 des Bussystems der Silver Line. In den mehr als 100 Jahren ihres Betriebs wurde das Äußere der Station kaum verändert.

## Geschichte
Die Station war neben der Station Park Street eine der ersten beiden Haltestellen des Tremont Street Subway und zum Zeitpunkt ihrer Eröffnung der erste U-Bahnhof in den gesamten Vereinigten Staaten. Da die Station baulich kaum verändert wurde, kommt sie noch heute ihrem Aussehen bei der Eröffnung vor mehr als 100 Jahren sehr nahe.
Die Station war früher über ein Portal an der Pleasant Street mit der Oberfläche verbunden. Als in den 1960er Jahren die dort verlaufenden Straßenbahnlinien durch Busse ersetzt wurden, wurde das Portal verschlossen und dort der heutige Eliot Norton Park errichtet. Die zum ehemaligen Portal führenden Gleise existieren bis heute, werden aber nicht mehr genutzt.

## Bahnanlagen

### Gleis-, Signal- und Sicherungsanlagen
Der U-Bahnhof verfügt über vier Gleise, von denen allerdings nur zwei in Betrieb sind. Sie sind baulich über zwei Mittelbahnsteige zugänglich, die jedoch in der Praxis als Seitenbahnsteige genutzt werden.

### Gebäude

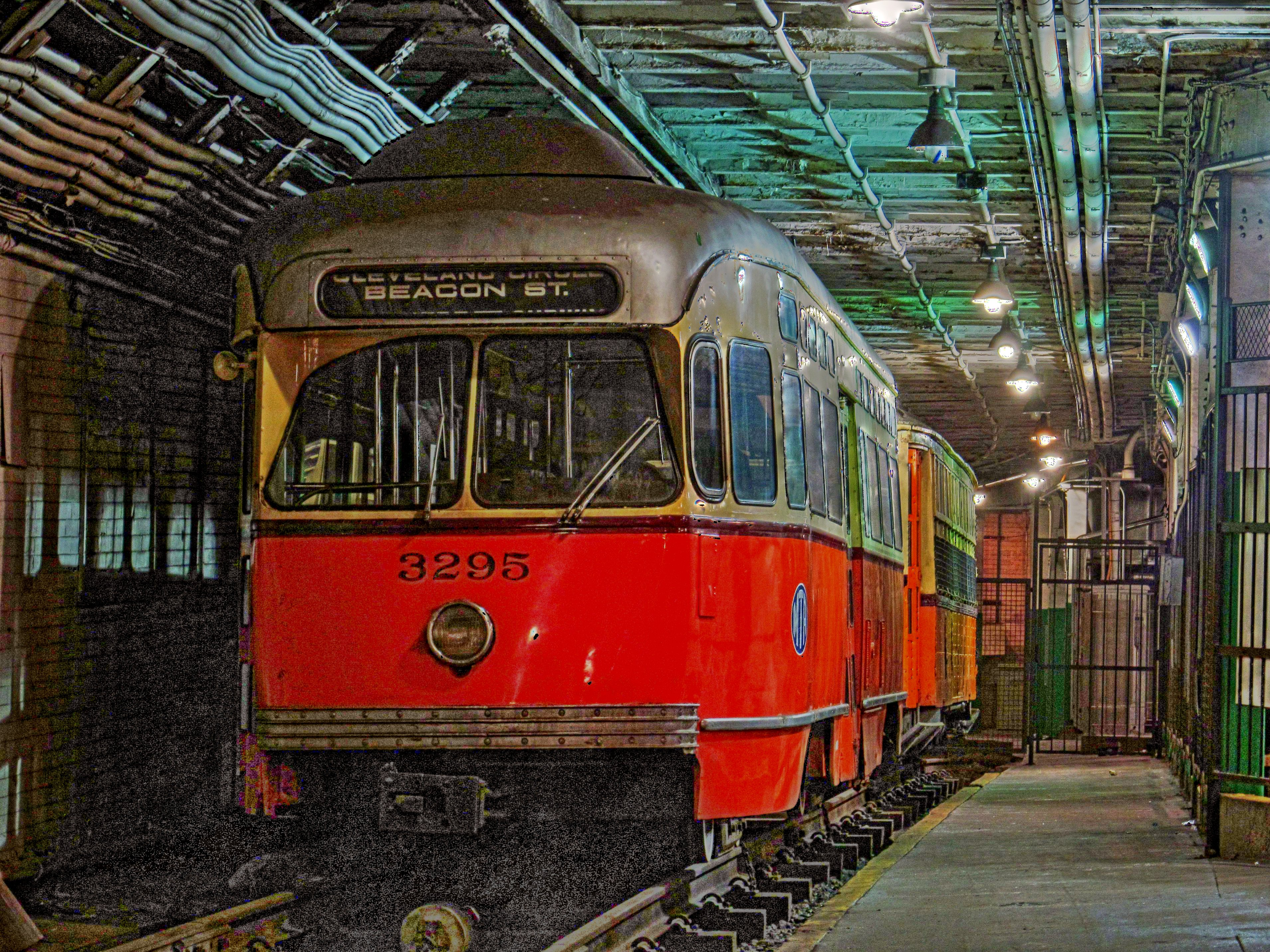
Ein in der Station ausgestellter PCC-Wagen der Boston Elevated Railway

Der U-Bahnhof befindet sich an der Kreuzung der Straßen Boylston Street und Tremont Street direkt am Boston Common und ist nicht barrierefrei zugänglich.
Hin und wieder werden auf einem nicht genutzten Gleisabschnitt der Station historische PCC-Wagen der MBTA ausgestellt, die Anfang des 20. Jahrhunderts auf der Strecke eingesetzt wurden.

## Besondere Vorkommnisse und Unfälle
Noch vor der Eröffnung der Station kam es zu einer Gasexplosion. Wie sich herausstellte, hatte sich Erdgas zwischen der Decke des Tunnels der Station und der Straße angesammelt und war durch den Funkenschlag eines oberirdisch fahrenden Pferdewagens entzündet worden. Der Vorfall forderte sechs Tote und mindestens 60 Verletzte. Da die Wucht der Explosion größtenteils aufwärts gerichtet war, entstand an der Station selbst kein nennenswerter Schaden.
Am 6. Juni 1906 gab es eine Explosion in der Station. Als Ursache wurde ein Kurzschluss im Oberleitungssystem identifiziert. Feuerwehrleute, die den Brand mit Wasser löschen wollten, wurden durch Stromschläge verletzt. Das Feuer erlosch schließlich von selbst – mit einer Bilanz von drei Verletzten verlief der Brand relativ harmlos.
Am 15. November 2008 stießen in der Station zwei Züge der Green Line zusammen. Es entstand nur geringfügiger Personen- und kein sichtbarer Sachschaden.
Am 29. November 2012 kam es in der Station erneut zu einem Zusammenstoß zweier Züge bei geringer Geschwindigkeit. Dabei wurden mehrere Dutzend Passagiere verletzt. Ursache des Unfalls war menschliches Versagen – der Fahrer von einem der Züge war offenbar eingeschlafen, da er aufgrund eines Zweitjobs unter Schlafmangel litt.

## Umfeld
An der Station besteht eine Umsteigemöglichkeit in die Rapid-Transit-Busse der Silver Line 5, jedoch keine Anbindung an sonstige Buslinien der MBTA. In der unmittelbaren Umgebung befinden sich die Stadtteile Back Bay und Chinatown sowie der Boston Common und das Emerson College.